# سنار (الهند)
سنار مدينة ووحدة محلية في التقسيم الإداريّ سنار تالوكا في منطقة ناشيك في ولاية ماهاراشترا الهندية. سنار ثالث أكبر مدينة في منطقة ناشيك بعد ناشك وماليغاؤن.

## تاريخها
يعتقد تاريخيًا أنّ مدينة سنار تأسست على يد راف سينغوني، زعيم قبيلة جافلي. حيث قام ابنه راف جوفيندا ببناء معبد جونديشوارا الكبير بتكلفة بلغت مائتي ألف روبية.
في ذروة مجدها، حكمت سلالة سيونا أو أسرة يادافا (850 - 1334) مملكة تمتد من نهر تونغابادرا إلى نهر نرمادة، بما في ذلك ماهاراشترا الحالية وشمال كارناتاكا وأجزاء من مدهيا برديش. وكانت العاصمة في ديفاجيري، المعروفة حاليًا باسم دولت آباد في ولاية ماهاراشترا. تراجع عهد أسرة يادافا بعد احتلال علاء الدين الخلجي لقلعة دولت آباد في عام 1294.

## التركيبة السكانية
حسب تعداد الهند الصادر عام 2001، بلغ عدد سكان سنار 65299 نسمة. يشكل الذكور 52% من السكان والإناث 48%. يبلغ متوسط معدل معرفة القراءة والكتابة في سنار 71%، وهو أعلى من المعدل الوطني البالغ 59.5%: يبلغ معدل معرفة القراءة والكتابة بين الذكور 77%، ومستوى معرفة القراءة والكتابة بين الإناث 64%. كما أنّ 15% من السكان تقل أعمارهم عن 6 سنوات.